# Jugovizija 1961.
Jugovizija 1961. bila je prvo izdanje jugoslavenskog izbora za pjesmu Eurovizije, koji je održan u Slovenskom narodnom kazalištu u Ljubljani. Gledatelje je kroz ovo povijesno izdanje Jugovizije vodila poznata slovenska voditeljica Milanka Bavcon.

## Izvođači
Na prvom izdanju Jugovizije natjecalo se devet pjesama koje su dolazile iz tri televizijska centra uključena u Radioteleviziju Jugoslavije. Ta tri centra su Radiotelevizija Ljubljana, Radiotelevizija Zagreb i Radiotelevizija Beograd. Svaki od centara, poslao je tri pjesme što čini ukupan broj od devet natjecateljskih pjesama.
| Jugovizija 1961. | Jugovizija 1961.    | Jugovizija 1961.               | Jugovizija 1961.     |
| ---------------- | ------------------- | ------------------------------ | -------------------- |
| #                | Televizijski centar | Izvođač                        | Pjesma               |
| 1.               | TV Ljubljana        | Ljiljana Petrović              | Neke davne zvezde    |
| 2.               | TV Ljubljana        | Marjana Deržaj & Stane Mancini | Kako sva si različna |
| 3.               | TV Ljubljana        | Jelka Cvetezar                 | Črni klavir          |
| 4.               | TV Zagreb           | Ivo Robić                      | Pjesma o životu      |
| 5.               | TV Zagreb           | Gabi Novak                     | Drage misli          |
| 6.               | TV Beograd          | Lola Novaković                 | Plave daljine        |
| 7.               | TV Beograd          | Anica Zubović                  | Sreća                |
| 8.               | TV Beograd          | Đorđe Marjanović               | Reč il' dve          |
| 9.               | TV Zagreb           | Duo Hani                       | Obećaj mi to         |

## Rezultati
Pobjednika Jugovizije 1961. odlučili su glasovi osmeročlanog žirija. Taj žiri činili su predstavnici šest republika koje su činile Jugoslaviju (Hrvatska, Slovenija, Srbija, Crna Gora, Bosna i Hercegovina i Makedonija) te predstavnici dviju autonomnih pokrajina u sklopu Jugoslavije (pokrajina Kosovo i pokrajina Vojvodina). Osvojivši 19 bodova, pobjedu je odnijela Ljiljana Petrović s pjesmom Neke davne zvezde.
| Jugovizija 1961. – Rezultati | Jugovizija 1961. – Rezultati | Jugovizija 1961. – Rezultati   | Jugovizija 1961. – Rezultati | Jugovizija 1961. – Rezultati | Jugovizija 1961. – Rezultati |
| ---------------------------- | ---------------------------- | ------------------------------ | ---------------------------- | ---------------------------- | ---------------------------- |
| #                            | Televizijski centar          | Izvođač                        | Pjesma                       | Br. bodova                   | Mjesto                       |
| 1.                           | TV Ljubljana                 | Ljiljana Petrović              | Neke davne zvezde            | 19                           | 1.                           |
| 2.                           | TV Ljubljana                 | Marjana Deržaj & Stane Mancini | Kako si sva različna         | 6                            | 5.                           |
| 3.                           | TV Ljubljana                 | Jelka Cvetezar                 | Črni klavir                  | 3                            | 9.                           |
| 4.                           | TV Zagreb                    | Ivo Robić                      | Pjesma o životu              | 11                           | 3.                           |
| 5.                           | TV Zagreb                    | Gabi Novak                     | Drage misli                  | 17                           | 2.                           |
| 6.                           | TV Beograd                   | Lola Novaković                 | Plave daljine                | 9                            | 4.                           |
| 7.                           | TV Beograd                   | Anica Zubović                  | Sreća                        | 4                            | 8.                           |
| 8.                           | TV Beograd                   | Đorđe Marjanović               | Reč il' dve                  | 5                            | 7.                           |
| 9.                           | TV Zagreb                    | Duo Hani                       | Obećaj mi to                 | 6                            | 5.                           |

## Vanjske poveznice
- Jugovizija 1961.